# Kleinia descoingsii
Kleinia descoingsii là một loài thực vật có hoa trong họ Cúc. Loài này được (Humbert) C.Jeffrey mô tả khoa học đầu tiên năm 1992.